# Garganta de Galín Gómez
La Garganta de Galín Gómez es un curso de agua en la parte occidental de la Sierra de Gredos, provincia de Ávila, España, nace en el término municipal de Nava del Barco, teniendo dos brazos en sendas lagunas: la laguna de la Nava y la del laguna de Galin Gómez  a unos 2.000 metros de altura cerca de los picos de la Covacha y del Corral del Diablo. Atraviesa la localidad de Nava del Barco y desemboca en la garganta de los Caballeros, tributario del Tormes cerca de la localidad de Tormellas, pocos metros antes del puente.
La totalidad de su curso se encuentra dentro del área de protección del parque regional de la Sierra de Gredos.
Esta garganta posee varias pozas naturales de aguas en las que es posible el baño. 
A lo largo de todo este sendero pueden encontrarse cabras hispánicas. En los últimos años además han vuelto a aparecer ciervos venidos de la provincia de Cáceres. 
Respecto a animales menores se pueden encontrar perdices, conejos y zorros.